# Honorato José de Barros Paim
Honorato José de Barros Paim (1792 — 1855) foi um político brasileiro.
Foi presidente da província da Bahia por duas vezes, de 21 de junho de 1831 a 4 de junho de 1832 e de 26 de setembro a 19 de novembro de 1837.